# Antica diocesi di Strängnäs

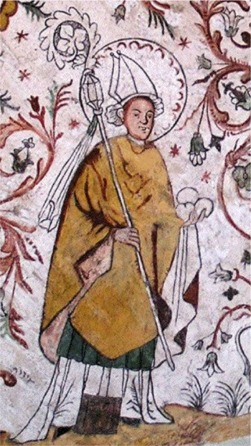
Sant'Eskil, fondatore della Chiesa di Strängnäs

La diocesi di Strängnäs (in latino: Dioecesis Strenginensis) è una sede soppressa della Chiesa cattolica, poi divenuta una sede della Chiesa di Svezia.

## Territorio
La diocesi comprendeva la contea di Nyköping, la contea di Stoccolma a sud del lago Mälaren e la parte meridionale della contea di Örebro.
Sede vescovile era la città di Strängnäs, dove si trovava la cattedrale.

## Storia
Un primo tentativo di evangelizzazione della regione fu compiuto nella prima metà del IX secolo da sant'Ansgario, poi arcivescovo di Amburgo-Brema. La missione durò fino al 1066, quando la città di Bjoerkoe venne distrutta.
Una nuova missione fu instaurata dal vescovo missionario anglosassone sant'Eskil, che morì martire il 12 giugno 1129.
La diocesi di Strängnäs fu eretta attorno al 1129/1130. Primo vescovo fu Gerder, considerato il successore di sant'Eschilo; egli fondò una scuola ed un monastero a Strängnäs.
Originariamente suffraganea dell'arcidiocesi di Lund, nel 1164 entrò a far parte della provincia ecclesiastica dell'arcidiocesi di Uppsala.
La cattedrale, iniziata attorno al 1160, fu consacrata dal vescovo Anund Jonsson nel 1291.
L'ultimo vescovo in comunione con la Santa Sede, Magnus Sommar, fu deposto nel 1536.

## Cronotassi dei vescovi
- Sant'Eskil † (? - 12 giugno 1129 deceduto)
- Gerdar † (1131 - ?)
- Vilhelmus † (1160 - circa 1208 deceduto)
- Uffe † (1216 - 1219 deceduto)
- Olov Basatömer † (1219 - 29 gennaio 1224 nominato arcivescovo di Uppsala)
- Niels (Col) † (1223 - 1268 deceduto)
- Finvid † (1267 - 1275 deceduto)
- Anund Jonsson † (1275 - 1291 deceduto)
- Isarus † (1291 - 1308 deceduto)
- Styrbjörn † (1308 - 1333 deceduto)
- Frenderus † (1340 - 1344 deceduto)
- Sigmundus † (1345 - ? deceduto)
- Thyrgillus Johannis † (27 giugno 1356 - 27 marzo 1370 deceduto)
- Tord Gunnarsson † (1370 - 28 febbraio 1401 deceduto)
  - Giovanni Jagow, O.P. † (20 luglio 1384 - ?) (antivescovo)
- Peter Johannes † (1º giugno 1401 - 3 settembre 1408 deceduto)
- Andreas Johannes † (8 agosto 1410 - 27 ottobre 1419 deceduto)
- Arns Johannes † (24 gennaio 1420 - 9 dicembre 1428 deceduto)
- Thomas Simonsson † (8 giugno 1429 - 28 gennaio 1443 deceduto)
- Erik Birgersson † (? - 2 marzo 1449 deceduto)
- Siggo Ulfsson † (18 luglio 1449 - 8 giugno 1463 deceduto)
- Johannes Magnus † (24 marzo 1464 - 15 agosto 1479 deceduto)
- Kort (Conrad) Rogge † (12 novembre 1479 - 5 aprile 1501 deceduto)
- Mattias Gregersson † (27 agosto 1501 - 8 novembre 1520 deceduto)
- Magnus Sommar † (5 gennaio 1528 - 1536 deposto)